# ام‌وی گریینپیس
ام‌وی گریینپیس (به انگلیسی: MV Greenpeace) یک کشتی است که طول آن 58.06 m می‌باشد. این کشتی در سال ۱۹۵۹ ساخته شد.